# I'm a Virgo
I'm a Virgo är en amerikansk fantasy- och dramaserie från 2023. Serien är skapad av Boots Riley som även skrivit delar av manus samt svarat för regin. De första tre avsnitten hade premiär på South by Southwest-filmfestivalen i mars 2023. Seriens första säsong består av sju avsnitt och hade premiär Amazon Prime Video  den 23 juni 2023.

## Handling
Serien utspelar sig i Oklahoma kretsar kring den 4 meter långa Cooties (Jharrel Jerome) liv.

## Rollista i urval
- Jharrel Jerome - Cootie
- Mike Epps - Martisse
- Carmen Ejogo - Lafrancine
- Walton Goggins - Jay Whittle
- Brett Gray - Felix
- Kara Young - Jones
- Allius Barnes - Scat
- Olivia Washington - Flora